# 中国驻委内瑞拉大使馆
中华人民共和国驻委内瑞拉玻利瓦尔共和国大使馆（西班牙語：Embajada de la República Popular China en la República Bolivariana de Venezuela），简称中国驻委内瑞拉大使馆，是中华人民共和国驻委内瑞拉的外交代表机构。

## 机构设置
中国驻委内瑞拉大使馆设置下列机构：
- 领侨处
- 经商处